# ABC (quotidiano)
ABC è un quotidiano nazionale spagnolo. È il secondo maggior quotidiano generalista di Spagna. Di tendenza conservatrice, e il più vecchio ancora operante a Madrid.

## Storia
ABC nacque come periodico settimanale a Madrid il 1º gennaio 1903, fondato da Torcuato Luca de Tena. Già dopo sei mesi dall'uscita del suo primo numero era stampato due volte a settimana e dal 1º giugno 1905 divenne quotidiano. Rimase per lungo tempo il quotidiano più diffuso in Spagna.
Durante la guerra civile spagnola uscì in due diverse edizioni distinte per il regime franchista e per quello repubblicano, edite a Siviglia e Madrid. Al termine del conflitto, con la riunificazione delle due versioni in una, ritornò ad essere il quotidiano più venduto del paese iberico. A sostegno del regime franchista fino al 1976, in seguito assunse posizioni filo conservatrici e monarchiche.
Oggi ABC è uno dei maggiori quotidiani nazionali, ha undici edizioni e ha una posizione di rilievo a Madrid e Siviglia. Secondo "Media Studies" raggiunge 660.000 lettori, comprese le loro edizioni cartacee e digitali. Per l'Ufficio di certificazione (OJD) in riferimento al periodo luglio 2010 al giugno 2011, la diffusione media di ABC è di 314.271 copie. 

## Direttori
- Torcuato Luca de Tena y Álvarez Ossorio (1903-1929)
- Juan Ignacio Luca de Tena (1929-1936)
- Luis de Galinsoga (1936)
- Augusto Vivero (1936)
- Elfidio Alonso (1936-1938)
- Mariano Espinosa (1938-1940)
- José Losada de la Torre (1940-1946)
- Ramón Pastor (1946-1952)
- Torcuato Luca de Tena Brunet (1952-1953)
- Luis Calvo (1953-1962)
- Torcuato Luca de Tena Brunet (1962-1975)
- José Luis Cebrián (1975-1977)
- Guillermo Luca de Tena (1977-1983)
- Luis María Anson (1983-1997)
- Francisco Giménez (1997-1999)
- José Antonio Zarzalejos (1999-2004)
- Ignacio Camacho (2004-2005)
- José Antonio Zarzalejos (2005-2008)
- Ángel Expósito (2008-2009)
- José Antonio Zarzalejos (2009-2010)
- Bieito Rubido (2010-2020)
- Julián Quirós (dal 2020)